# Bruno de Lara Fuchs
Bruno de Lara Fuchs (* 1. April 1999 in Ponta Grossa) ist ein brasilianischer Fußballspieler.

## Karriere

### Verein
Fuchs begann seine Karriere beim SC Internacional in Porto Alegre. Zur Saison 2019 rückte er in den Profikader von Internacional. Sein Debüt in der Série A gab er im Juli 2019, als er am zwölften Spieltag jener Saison gegen den Ceará SC in der Startelf stand. Bis Saisonende kam er zu zehn Einsätzen in der höchsten brasilianischen Spielklasse.
Nach weiteren zwei Einsätzen wechselte Fuchs im August 2020 nach Russland zu ZSKA Moskau. Sein Debüt in der Premjer-Liga für ZSKA gab er im selben Monat gegen Achmat Grosny. Dies blieb verletzungsbedingt sein einziger Saisoneinsatz. In der Saison 2021/22 spielte er siebenmal für ZSKA.
Nach weiteren vier Einsätzen bis zur Winterpause 2022/23 kehrte Fuchs im Januar 2023 nach Brasilien zurück und wechselte leihweise zu Atlético Mineiro.
Nach Beendigung der Série A 2024 wurde Fuchs fest von Atlético Mineiro übernommen. Der Kontrakt erhielt eine Laufzeit bis Dezember 2028. Im Zuge der Staatsmeisterschaft von Minas Gerais 2025 stand er dann fünf Mal im Kader, kam aber zu keinen Einsätzen. Noch vor Beendigung der Staatsmeisterschaft, wechselte der Spieler auf Leihbasis nach São Paulo zur SE Palmeiras. Die Leihe wurde befristet bis zum Ende der Série A 2025 Anfang Dezember. Hier erhielt er seinen ersten Einsatz in der Staatsmeisterschaft von São Paulo.

### Nationalmannschaft
Fuchs debütierte im Juni 2019 gegen Katar für die brasilianische U-23-Auswahl.
Für das Fußballturnier der Olympischen Sommerspiele 2021 erhielt Fuchs eine P-Akkreditierung. Das Team gewann die Goldmedaille.

## Erfolge
Atlético Mineiro
- Staatsmeisterschaft von Minas Gerais: 2023, 2024